# Pliometanastes
Pliometanastes — вимерлий рід наземних лінивців родини Megalonychidae, ендемічний для Північної Америки в епоху пізнього міоцену до дуже ранньої епохи пліоцену. Його скам'янілості були знайдені в Коста-Риці та на півдні Сполучених Штатів від Каліфорнії до Флориди.

## Опис
Pliometanastes і Thinobadistes були першими з гігантських лінивців, які з'явилися в Північній Америці, перші приблизно 9 мільйонів років тому. Обидва були в Північній Америці до того, як приблизно 2,7 мільйона років тому утворився Панамський сухопутний міст. Тому розумно припустити, що предки Pliometanastes по островах перестрибнули через Центральноамериканський морський шлях із Південної Америки, де виникли наземні лінивці.
Пліометанастес дав початок мегалоніксу. Їхніми найближчими сучасними родичами, виходячи з молекулярних результатів (які суперечать попереднім висновкам, отриманим з морфології), є деревні трипалі лінивці (Bradypus).
Вважається, що P. protistus важить 851 кг.